# توجه للاحتشاد
التوجه للاحتشاد  أو Plithotaxis يرجع أصل هذه الكلمة إلى اللفظ الإغريقي (πλήΘος) ويعني الحشد أو السير في أسراب أو التجمهر.  فخلال هجرة الخلايا الجماعية، يشير تعبير التوجه للاحتشاد إلى ميل كل خلية من الخلايا المفردة داخل طبقة أحادية إلى الهجرة قاصدة التكيف المحلي مع أقصى درجات الإجهاد الرئيسي، أو، أقل درجات إجهاد القص البيخلوي. وحتى تتمكن الخلايا من التوجه للاحتشاد، يتطلب ذلك انتقال القوة عبر العديد من موصلات الخلايا وبالتالي تولد خاصية مترتبة للمجموعة الخلوية.  انظر أيضًا الانجذاب الكيميائي (chemotaxis) والانجذاب الميكانيكي (mechanotaxis) وتوجه التدرج الميكانيكي (durotaxis) والاستجابة للمس (haptotaxis).